# Achilles Bigot
Achilles Bigot (né à Paris en 1822 et mort à San José en 1884) est un peintre français qui vécut au Costa Rica au XIXe siècle. Il est surtout connu par ses portraits, qui incluent neuf chefs d'État d'Amérique centrale où il est considéré comme un des initiateurs de la peinture de la naissante république,.

## Biographie
Achilles Bigot étudia peinture à l'Académie de Paris. Parmi ses maîtres figurent Paul Delaroche (1797-1856) et Eugène Lepoittevin (1806-1870,).

### En France
Bigot exposa dans les Salons de Paris de 1842 jusqu'à 1848. Il débuta avec Pécheurs débarquant du poisson (côtes d'Étretat), n'ayant pas le même succès l'année suivante car ses quatre tableaux furent réfusés,.
En 1844, il participa avec un autoportrait et avec le Portrait de M. Clair. L'année suivante il exposa à nouveau quatre portraits, deux de plus l'année d'après qui ne furent pas accompagnés d'une critique favorable. En 1847, l'unique tableau présenté sera refusé, fermant sa participation dans les salons parisiens l'année d'après avec son tableau Souvenir de Saint-Malo, marée basse, ainsi qu'un autre portrait. La piste de Bigot sera de nouveau retrouvée en Amérique Latine, au Costa Rica.

### Au Costa Rica
Bigot apparut au Costa Rica en 1862. Il est probable qu'il résida dans l'une ou l'autre ville du continent car il existe un paysage intitulé Arequipa, daté de 1860 - ce qui laisse supposer qu'il a été au Pérou -. Dès son arrivée en Amérique centrale, Bigot déploie son talent pour réaliser des portraits, ce qui lui vaut des commandes importantes.
À partir de 1872, Bigot est chargé de peindre les portraits des chefs d'État suivants :
- José María Alfaro Zamora (1842-1844 ; 1846-1847)
- Francisco María Oreamuno Bonilla (1844)
- Bruno Carranza Ramírez (1870)
- José Rafael Gallegos Alvarado (1833-1835 ; 1845-46)
- Manuel Aguilar Chacón (1837-1838)
- Francisco Morazán (1842)
- José María Castro Madriz (1847-1849 ; 1866-1868)
- Juan Rafael Mora Porras (1849-1859) et
- Tomás Guardia Gutiérrez (1870-1876 ; 1877-1882).

Tous les portraits se trouvent dans la Galerie de Présidents de l'Assemblée nationale du Costa Rica.
Bigot fit aussi d'autres portraits des personnalités locales importantes, comme le général Máximo Blanco, ainsi que Monsieur Amon Fasileau-Duplantier et Juan Jacobo Bonnefil, deux commerçants d'origine française établis au Costa Rica.
Lors du décès du peintre, ses biens furent mis aux enchères en présence du vice-consul Limperani. Son ami, Monsieur Amon, se chargea de compléter le nécessaire manquant. L'endroit où reposent ses restes demeure aujourd'hui un mystère. Un dernier élément à prendre en compte est l’appartenance de Bigot à la franc-maçonnerie locale dont il fut membre à partir de 1863.

## Œuvre

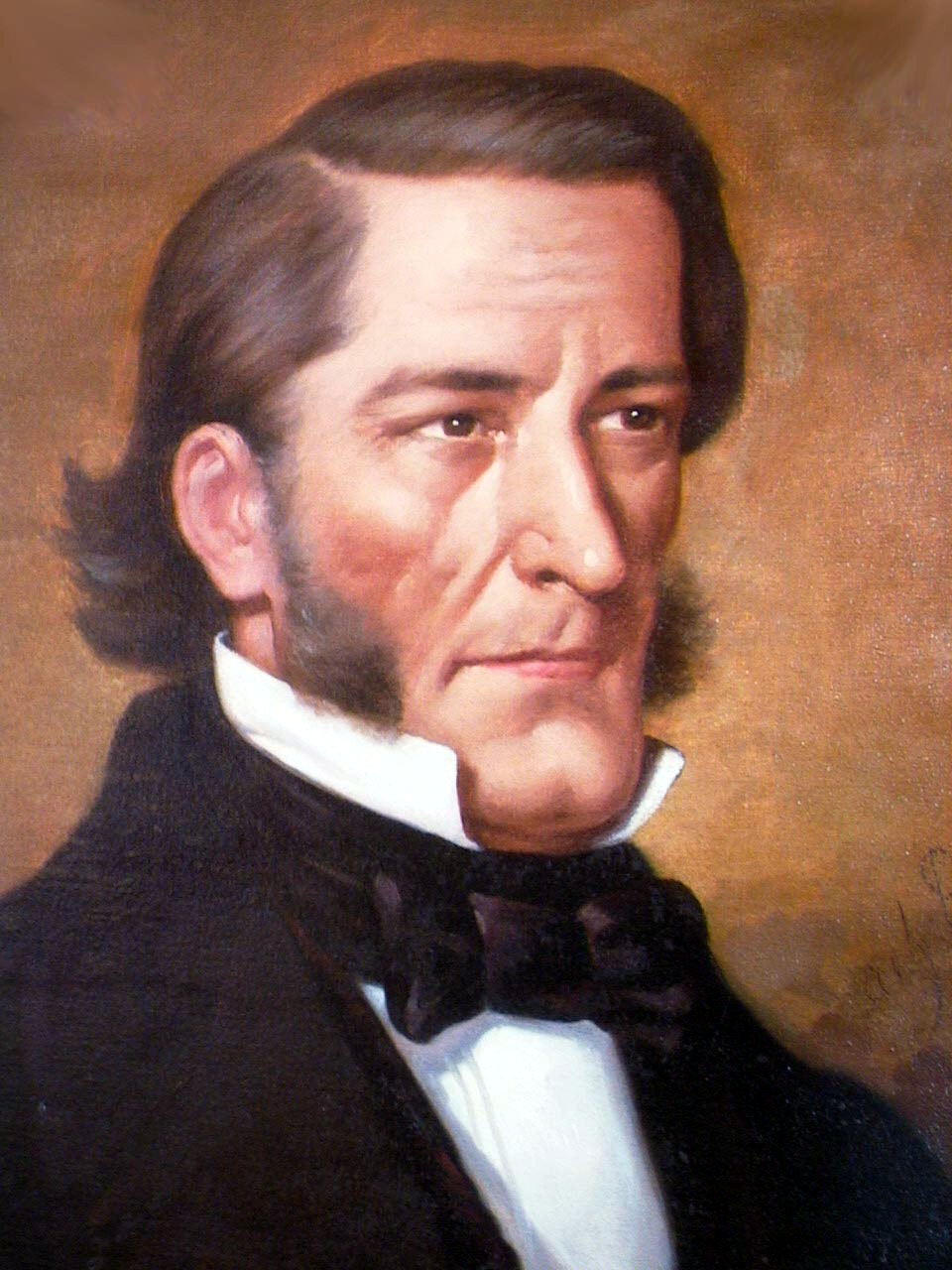
José Rafael Gallegos
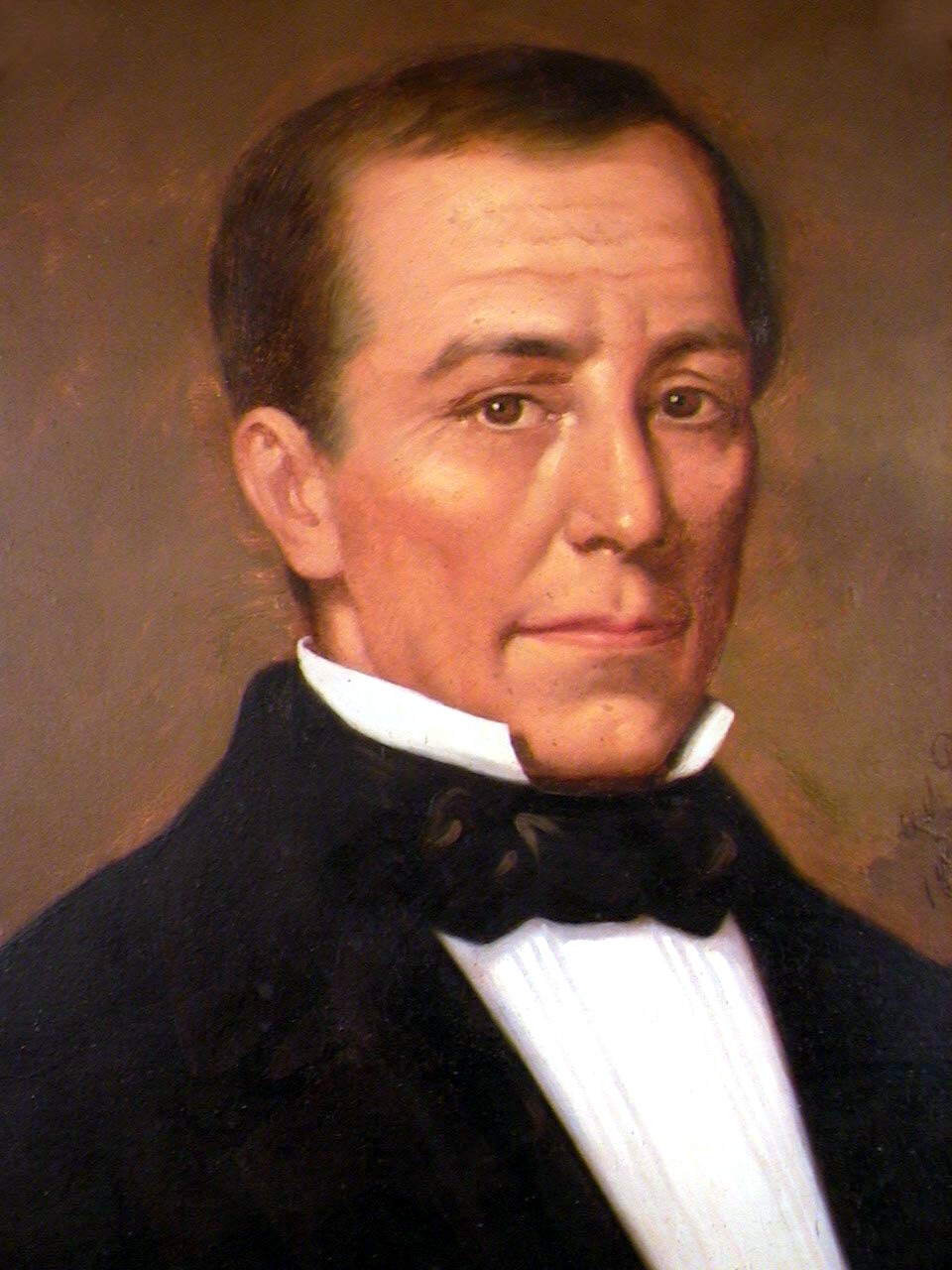
Manuel Aguilar
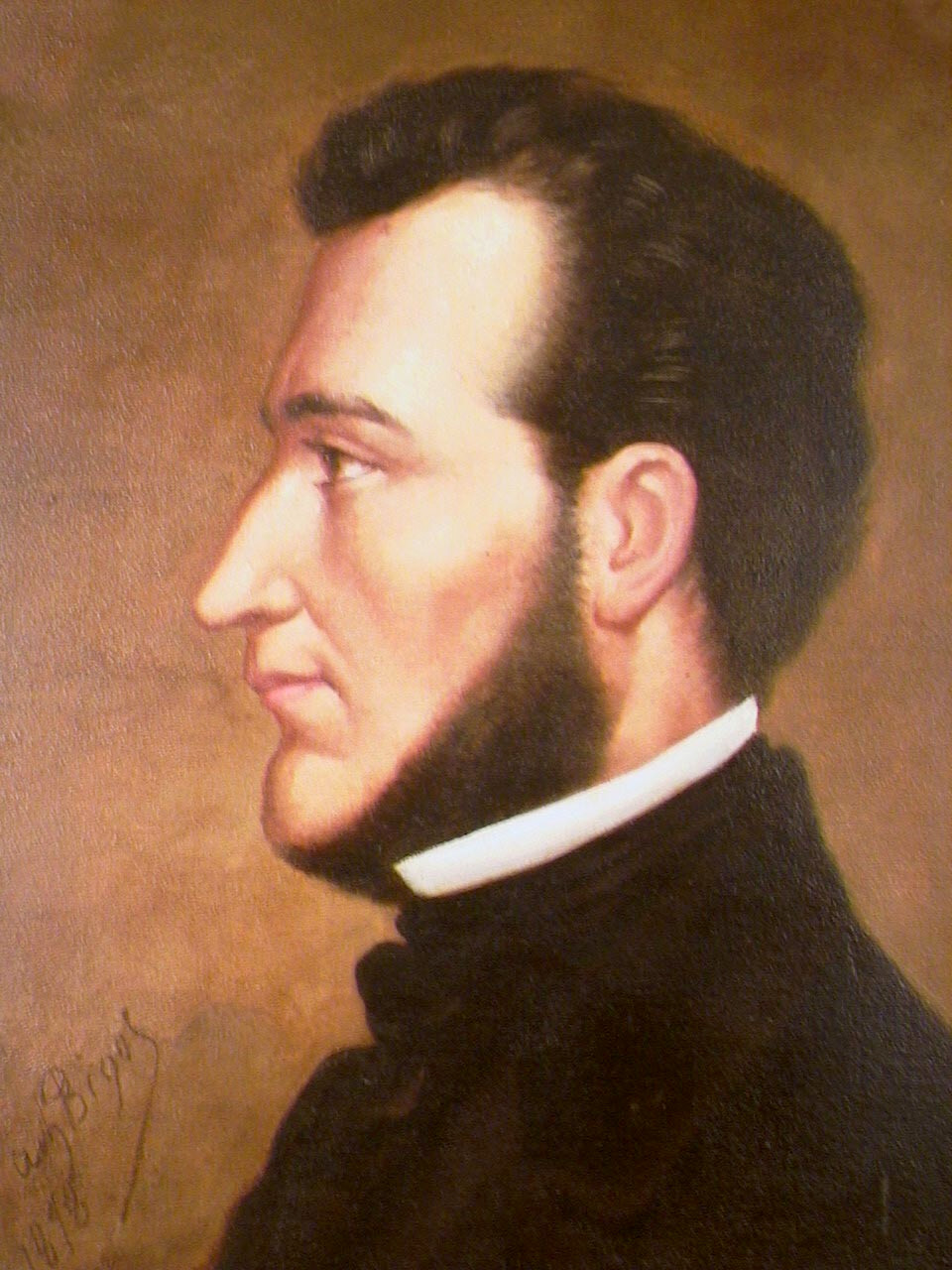
Francisco Morazán
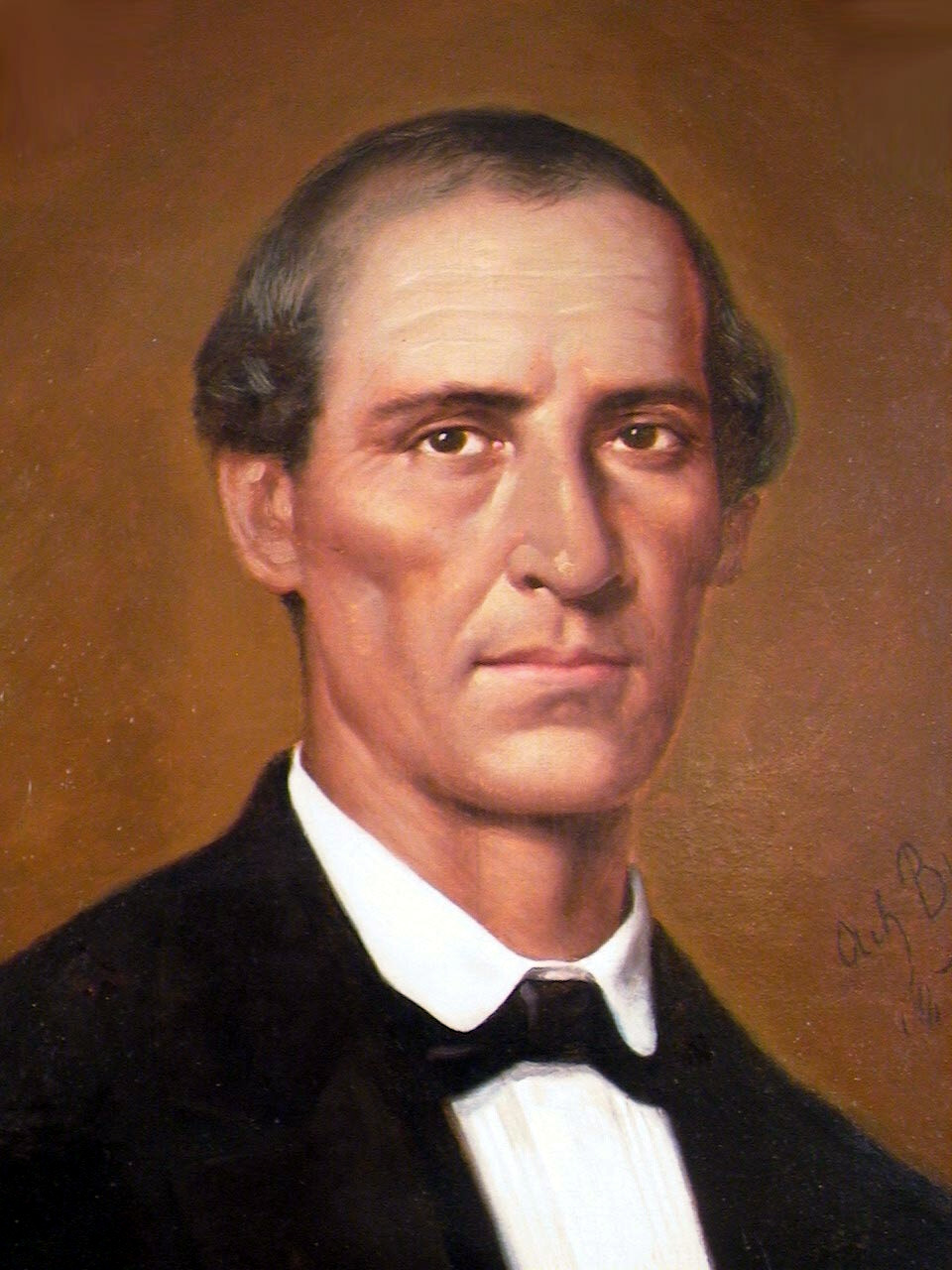
José María Alfaro
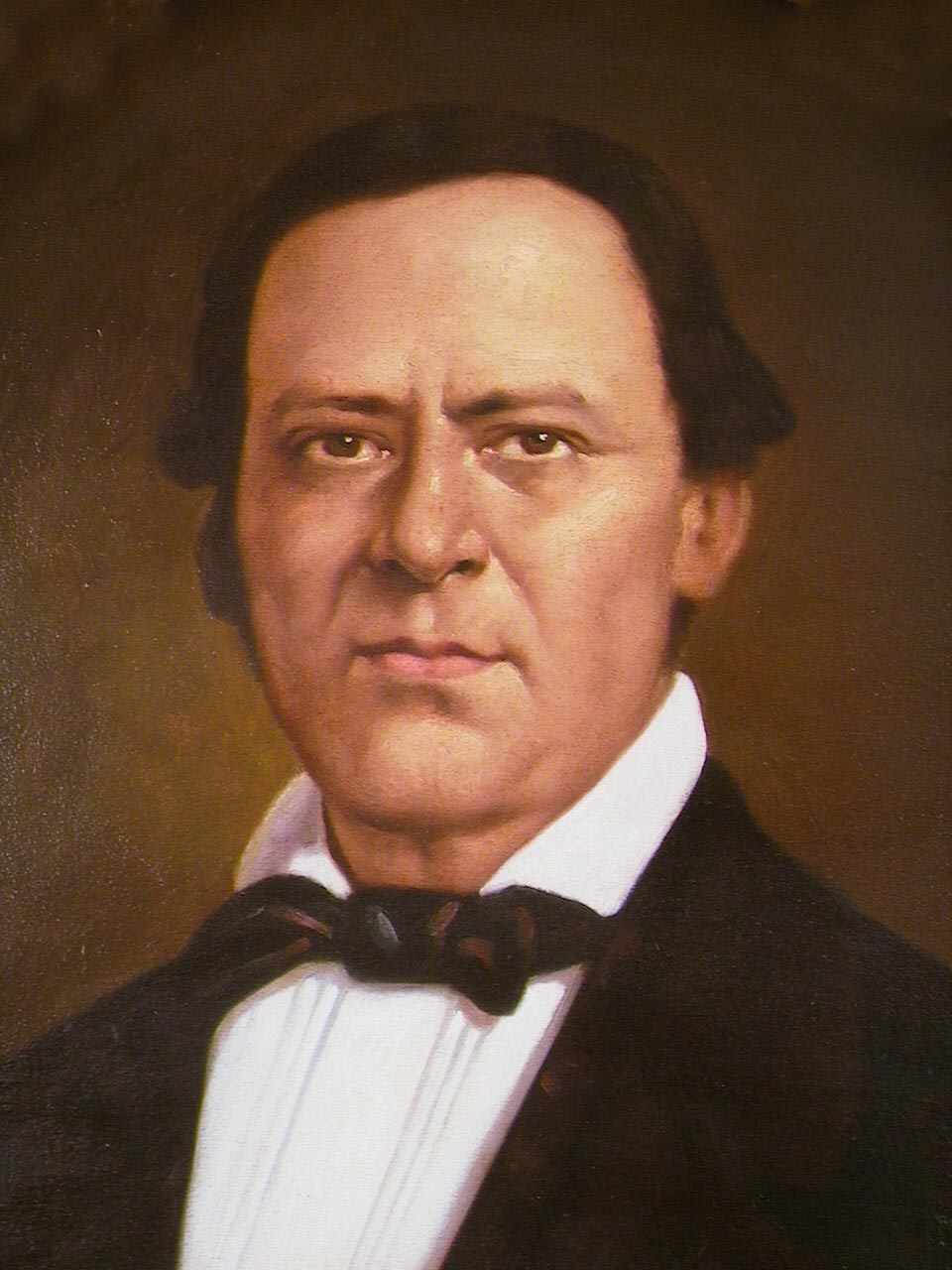
Francisco María Oreamuno
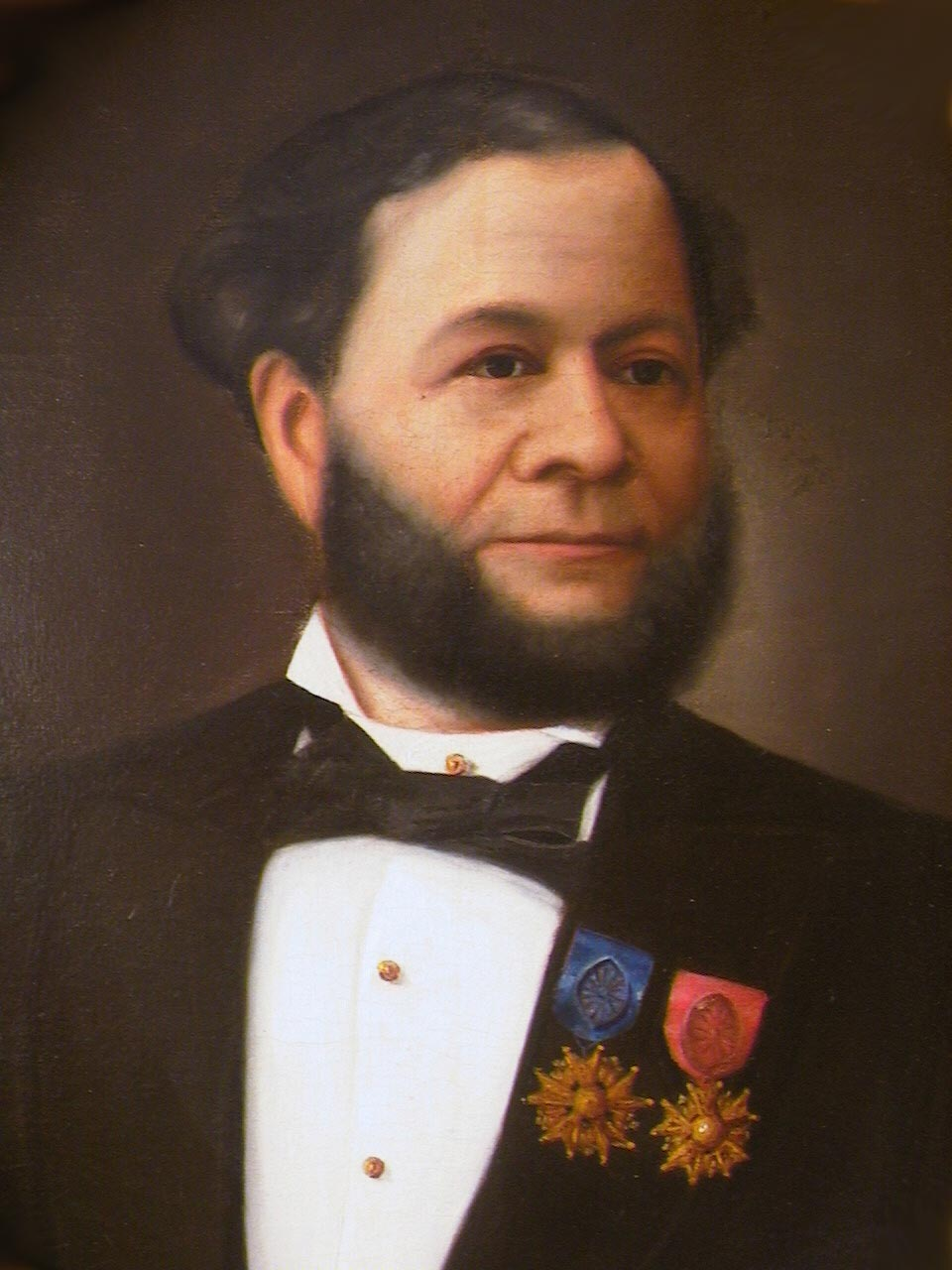
José María Castro
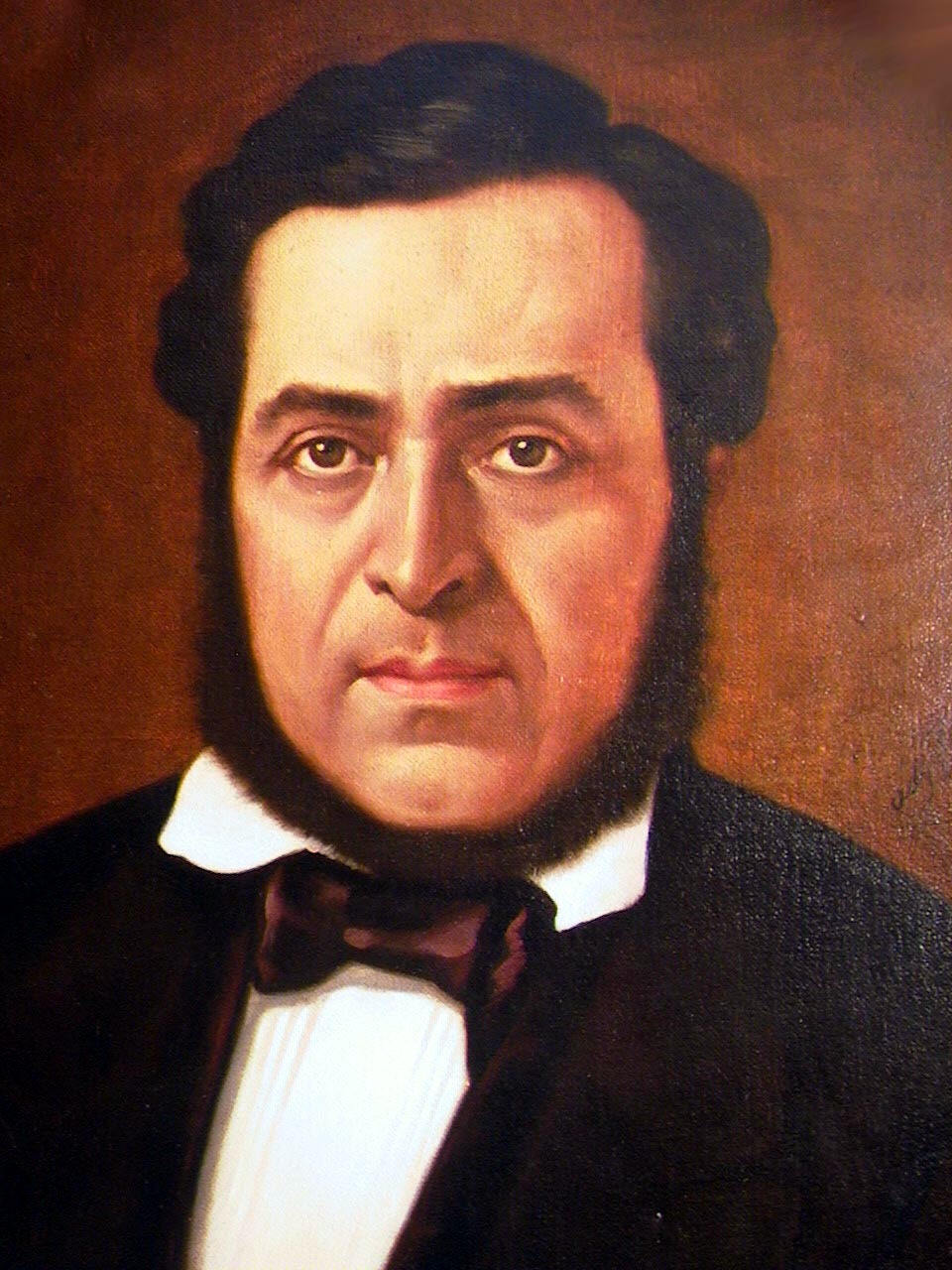
Juan Rafael Mora
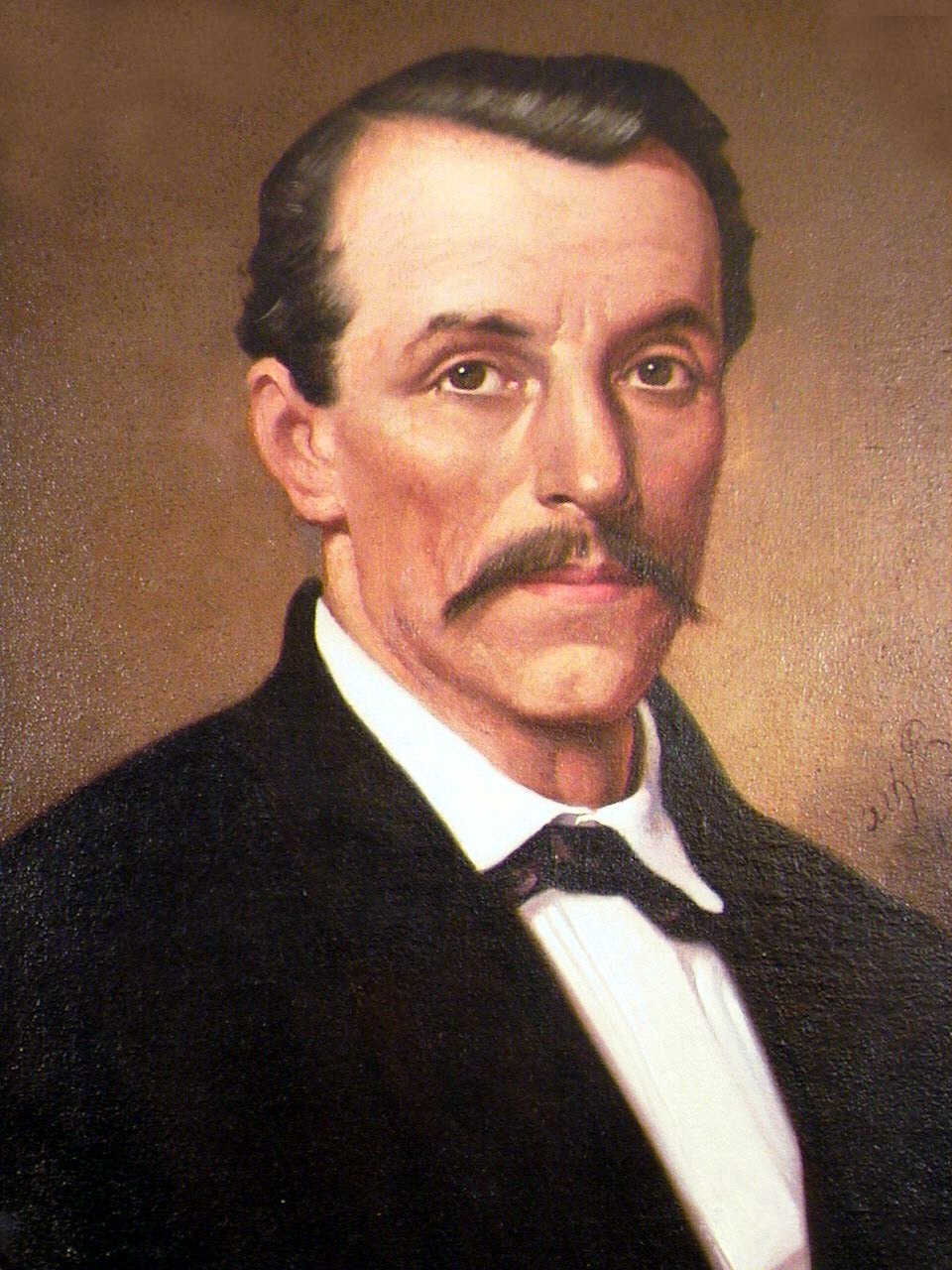
Bruno Carranza
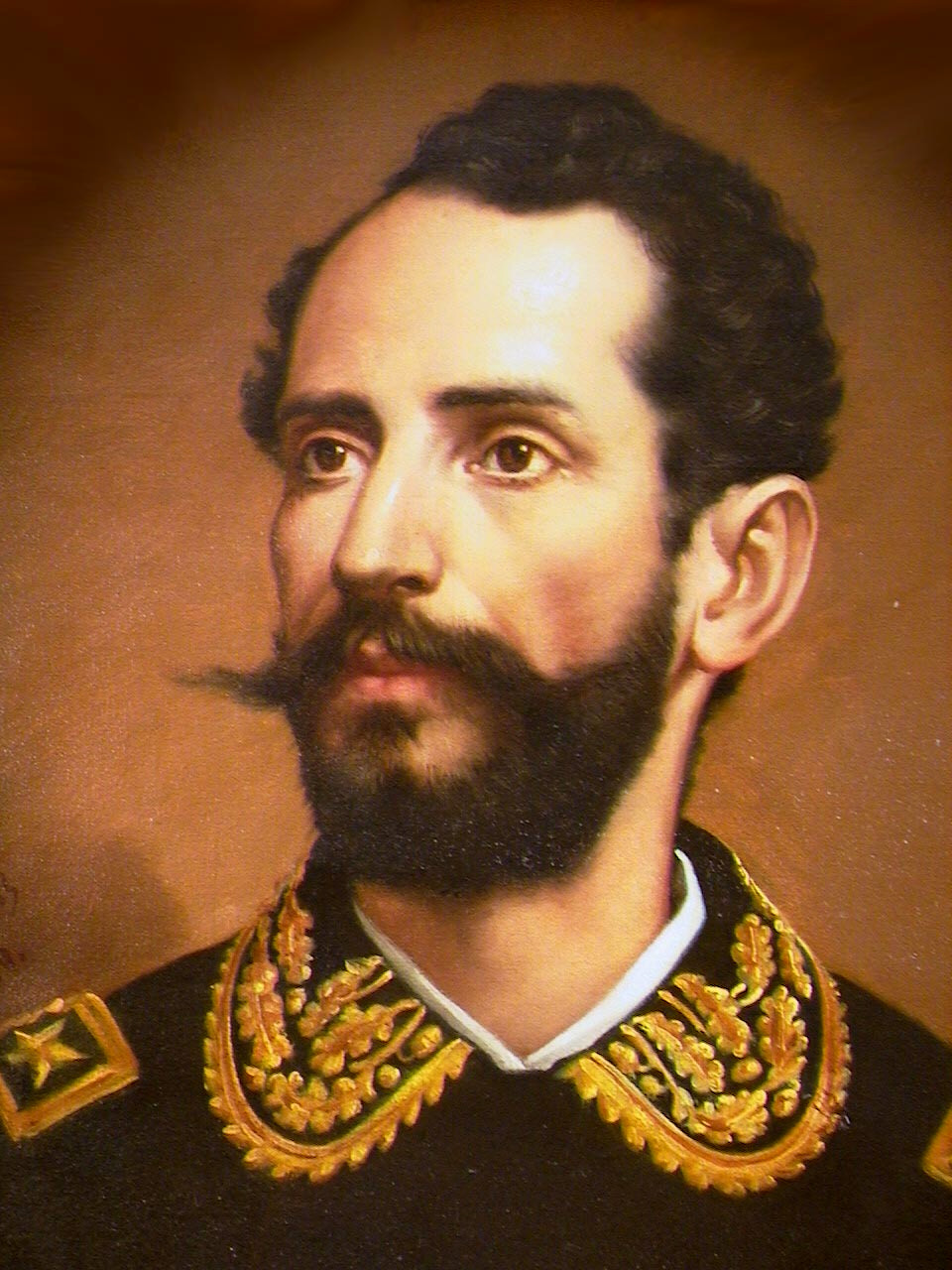
Tomás Guardia

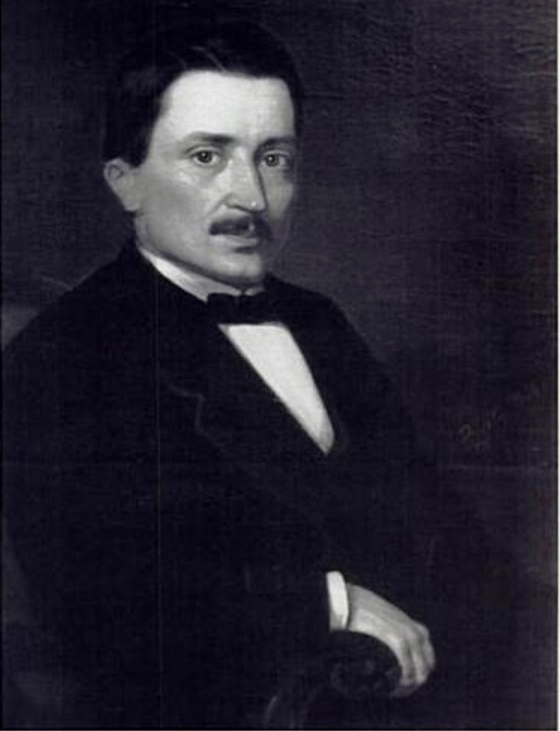
Amon Fasileau-Duplantier, entrepreneur du café
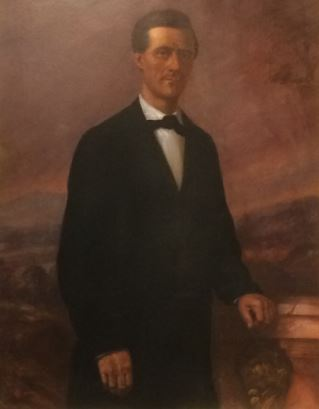
Jean Jacques Bonnefil, commerçant
Feliciana Quirós de Bonnefil
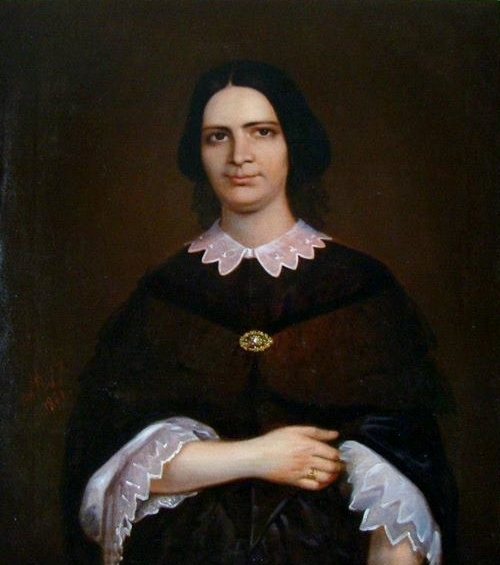
Panchita Garita
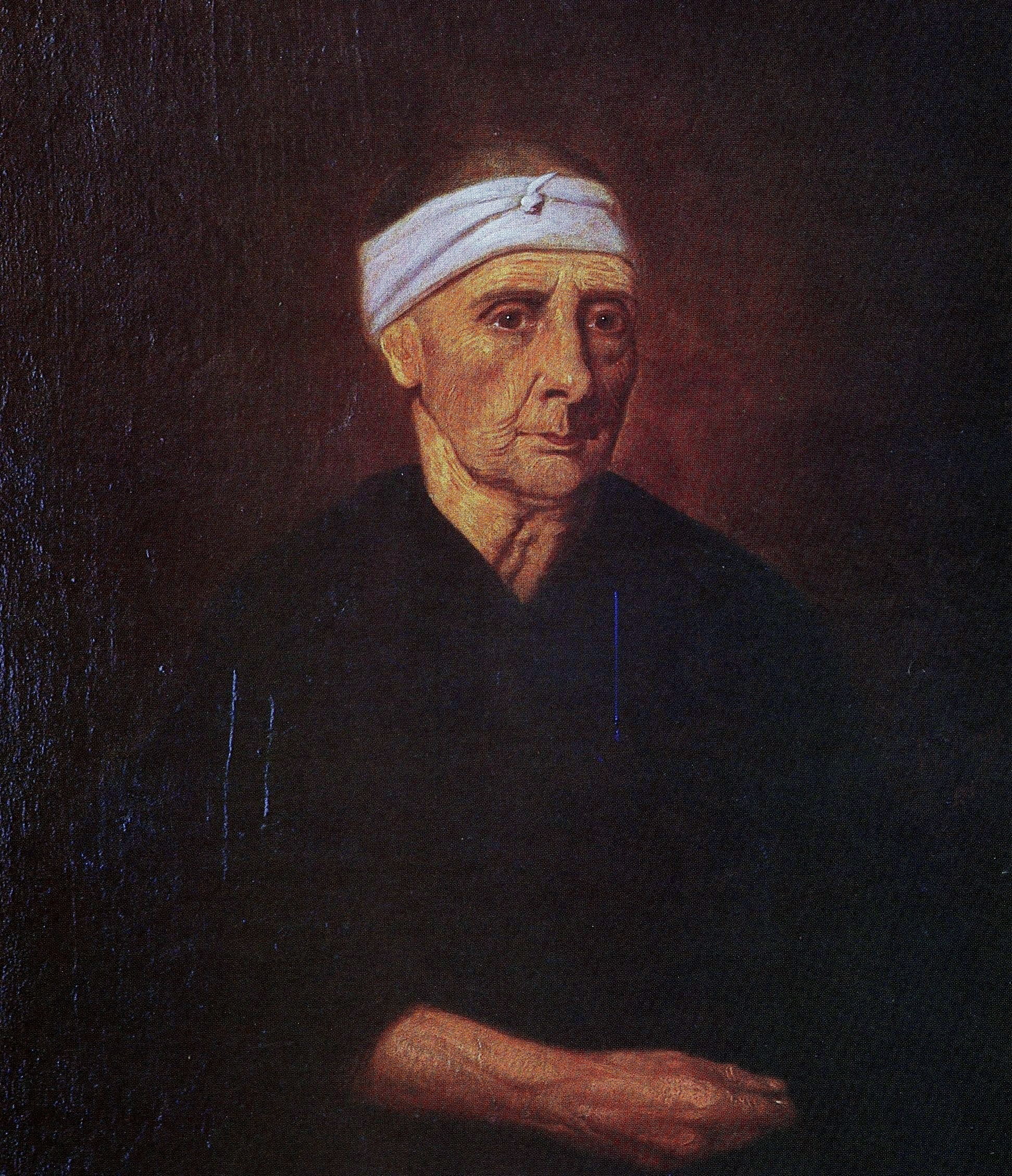
Jacinta Morales de Carrillo
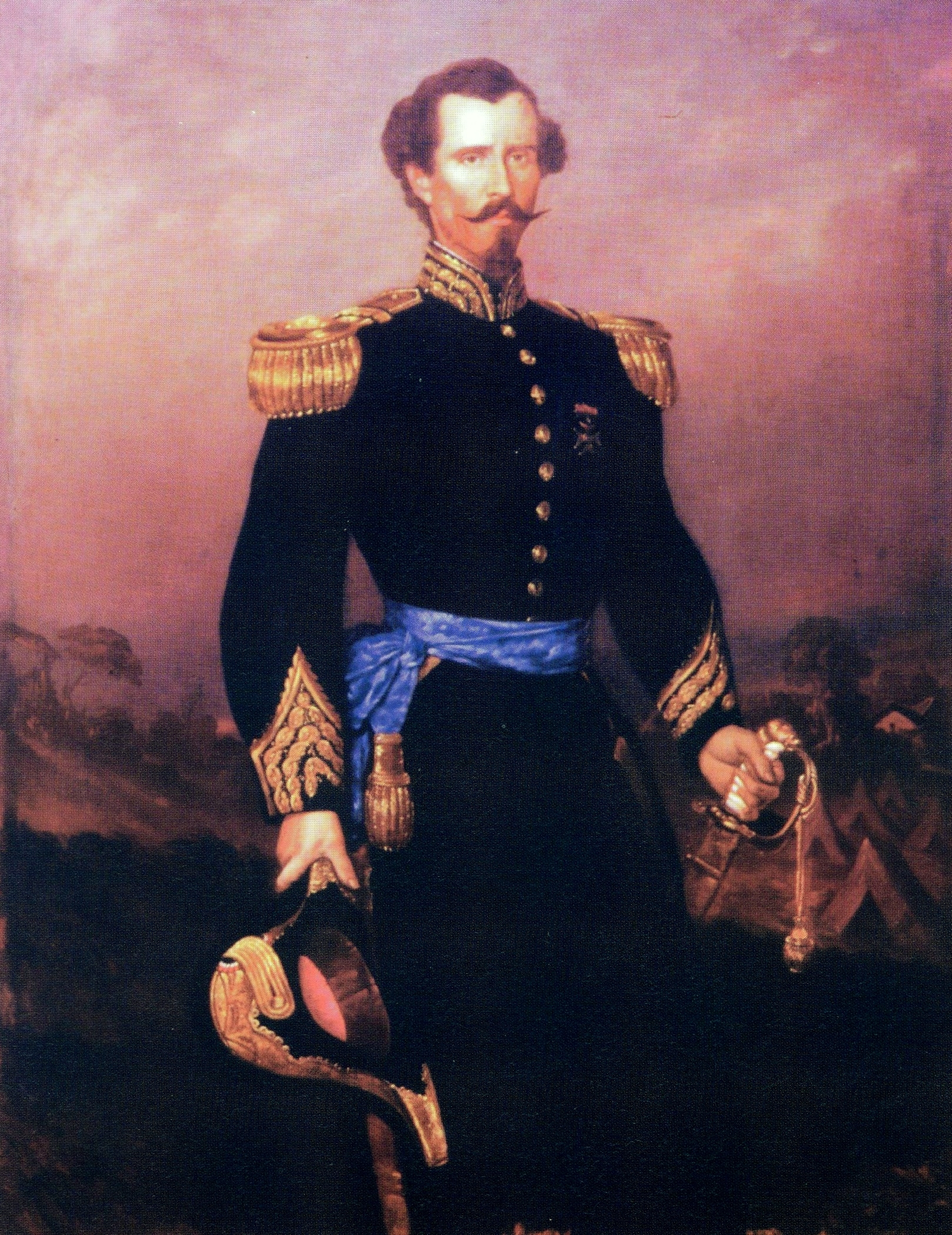
Máximo Blanco, militaire costarricien